# Adriana Musumeci
Adriana Musumeci (Palmi, 13 gennaio 1957) è un'ex calciatrice italiana di ruolo centrocampista.
Ha giocato in Serie A con Reggina, Napoli, Fiorentina e Catania.
Veste anche la maglia della Nazionale italiana.

## Palmarès
- Campionato italiano: 1

Jolly Catania: 1978